# Komitet Monitorujący
Komitet Monitorujący – komitet powoływany przez Instytucję Zarządzającą Programem Operacyjnym (krajowym lub regionalnym) w drodze zarządzenia lub uchwały działający jako niezależne ciała doradczo-opiniodawcze dla IZ.
Bazując na obiektywnych oraz wiarygodnych wskaźnikach i danych, zapewnia on właściwe wykorzystanie, efektywne wdrażanie oraz ewaluację programów operacyjnych. Działanie komitetu monitorującego przejawia się przygotowywaniem różnego rodzaju rekomendacji obejmujących swoim zakresem zmiany kierunków i dostosowania w metodach wdrażania funduszy strukturalnych. Jest jednym z elementów procesu zarządzania środkami publicznymi, którego celem jest prawidłowe i wydajne wprowadzanie programów finansowych poprzez:
- zapobieganie jednostronnym, subiektywnym ocenom
- wypracowywanie obiektywnych kryteriów i sposobu oceny programu
- nadzorowanie postępów w osiąganiu założonych celów i rezultatów wdrażania programu
- podejmowanie decyzji o zmianach kierunków realizacji programu

W jego skład wchodzą członkowie administracji publicznej (rządowej i samorządowej) oraz przedstawiciele partnerów (organizacji pracowników, organizacji pracodawców, organizacji pozarządowych, środowiska naukowo-akademickiego itp.). Posiedzenia zwoływane są co najmniej dwa razy do roku.
W okresie programowania 2004–2006 w Polsce pracowały następujące Komitety Monitorujące:
- Komitet Monitorujący Narodowy Plan Rozwoju
- Komitet Monitorujący SPO Rozwój Zasobów Ludzkich
- Komitet Monitorujący SPO Wzrost konkurencyjności przedsiębiorstw
- Komitet Monitorujący Zintegrowany Program Operacyjny Rozwoju Regionalnego
- Komitet Monitorujący PO Pomoc Techniczna
- Komitet Monitorujący SPO Transport
- Komitet Monitorujący strategię wykorzystania Funduszu Spójności
- Komitet Monitorujący Program Inicjatywy Wspólnotowej EQUAL